# Mario Bracco
Mario Bracco (Cassine, 24 ottobre 1917 – Sondalo, 5 gennaio 1980) è stato un biochimico e partigiano italiano.

## Biografia
Allievo del Collegio Ghislieri dal 1936, in un vivace clima culturale malgrado il contesto generale di quegli anni, si è laureato in medicina a Pavia nel 1942. Tra i compagni ghislieriani tra gli altri Piero Caldirola, Teresio Olivelli, Ugoberto Alfassio Grimaldi,Giulio Cesare Perri, Alberto Caracciolo, Giovanni Ceriotti, Pier Costanzo Curti, Giovanni Magni, Pier Gildo Bianchi, Luigi Luca Cavalli Sforza, Nino Masera, Paolo Pinelli. Terminato il corso allievi ufficiali medici a Firenze, dopo l'8 settembre 1943 ritorna a Pavia dove è Assistente volontario nella Clinica Medica del Professor Adolfo Ferrata. Nel giugno del 1944 si unisce al gruppo partigiano delle Fiamme Verdi in Val Camonica attraverso i contatti di Teresio Olivelli, divenuto da poco Rettore del Collegio Ghislieri.  Per la sua attività partigiana viene decorato con la Croce al merito di Guerra e la Croce al Valor Militare.
Terminati gli eventi bellici grazie ad una borsa di studio dell'Istituto Nazionale per le Relazioni Culturali con l'Estero si trasferisce nel 1946 a Stoccolma dove è allievo del premio Nobel Hans Von Euler, prima come borsista ed in seguito come assistente all'Istituto di Chimica Biologica da lui diretto.
Nel 1948 gli viene offerto il posto di Direttore dei Laboratori Centrali dell'allora nuovissimo Villaggio Sanatoriale di Sondalo (Sondrio), all'epoca il maggior sanatorio italiano per il trattamento della tubercolosi, divenuto più tardi Ospedale Generale Climatico Regionale "E.Morelli". Nel 1952 sposa Grace de Corbin Elliott, una collaboratrice tecnica di George de Hevesy, premio Nobel per la Chimica, conosciuta nell'Istituto a Stoccolma. È al Villaggio Sanatoriale che si svolge tutta la carriera successiva che lo vide conseguire anche la libera docenza in Biochimica presso l'Università di Pavia (1954), fino all'improvvisa scomparsa nel 1980. Nel 1981 viene intitolato alla memoria di Mario Bracco il Laboratorio Centrale del Ospedale "E.Morelli".

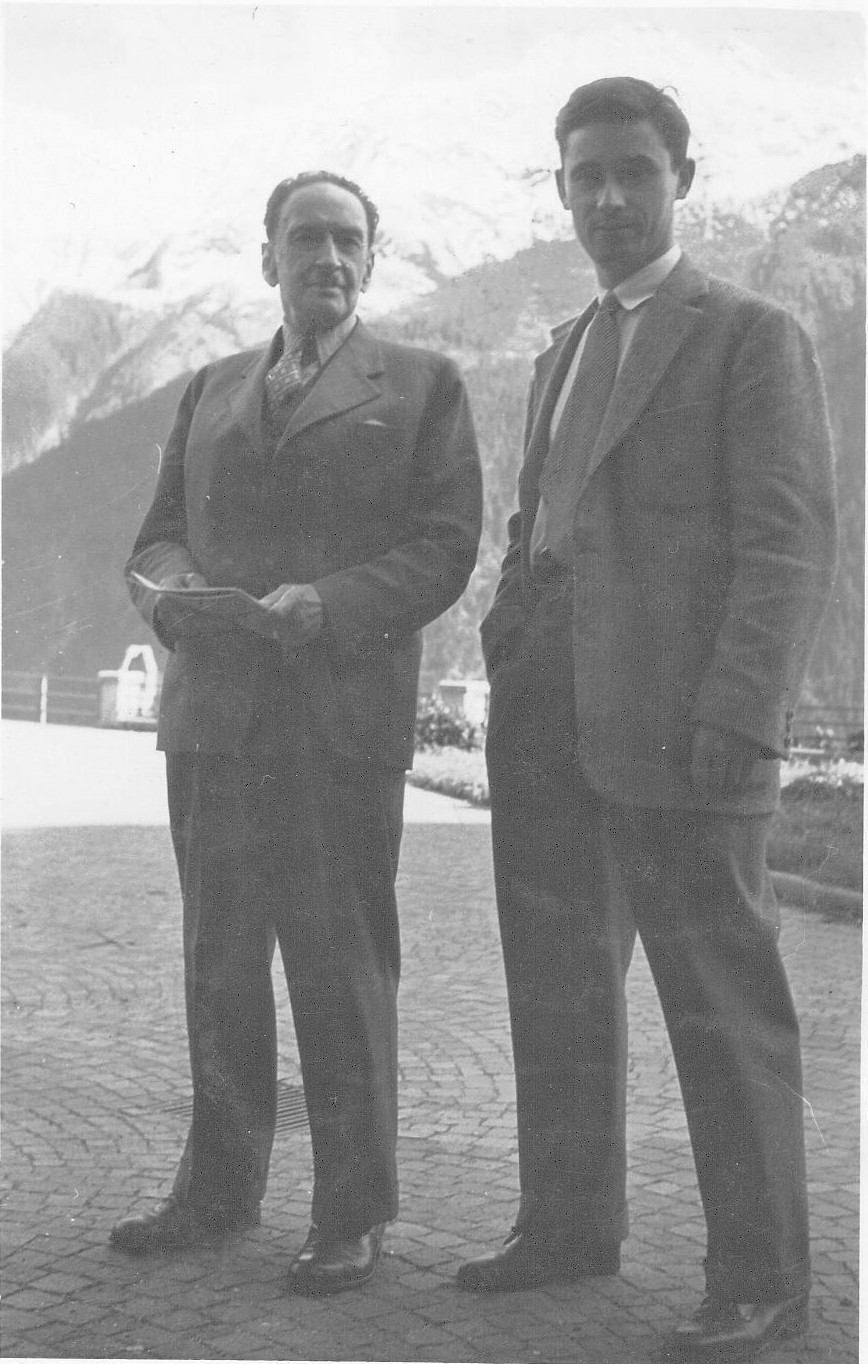
1950 H. v. Euler al Villaggio Sanatoriale di Sondalo con M. Bracco

## Attività scientifica
Autore di oltre 70 pubblicazioni scientifiche e relatore a numerosi congressi nazionali ed internazionali. Tra i molti contributi della sua attività si ricordano le pubblicazioni sulle reazioni della streptomicina con gli acidi nucleici in collaborazione con Hans Von Euler, sull'immunologia delle singole serie separate dalle cellule mieloidi, sulla serotonina nelle piastrine, sul metodo istochimico specifico per le solfomucine, sulla composizione chimica del surfattante alveolare.
Dal 1953 ha partecipato al Comitato di Redazione della rivista "Annali Medici" di Sondalo e ha fatto poi parte (1966-1980) del Board of Directors e poi del Editorial Advisory Council della rivista "La Ricerca in Clinica e in Laboratorio".
Con la nascita delle regioni, viene chiamato a far parte della Commissione Regionale Lombarda per la programmazione dei servizi sanitari.